# 켄 런디

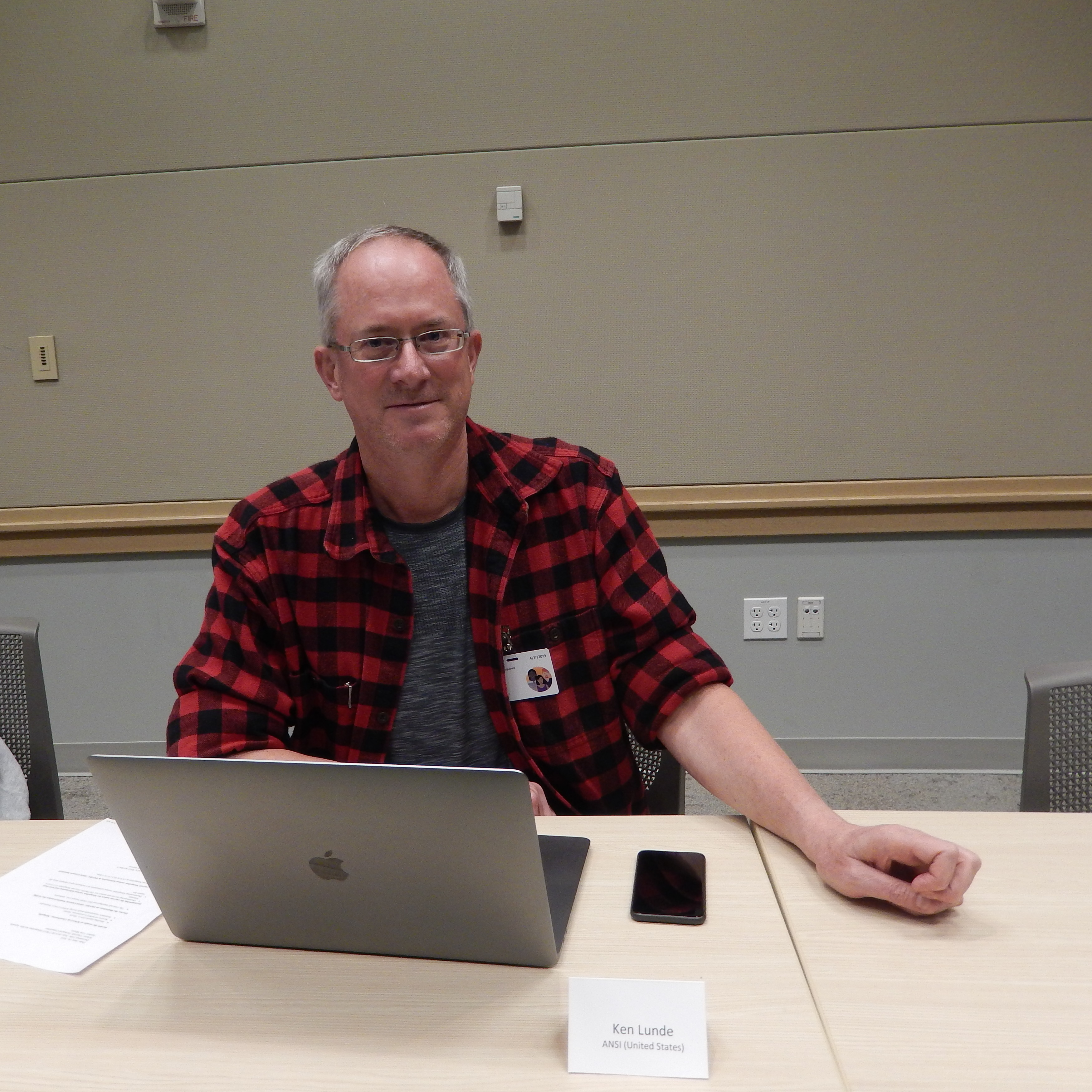

켄 런디(Ken Lunde /ˈlʌndi/, 1965년 8월 12일 ~ )는 동아시아 언어 정보 처리의 전문가 중 한 명이다. 1991년부터 2019년까지 어도비 시스템즈에서 근무하였으며, CJKV Information Processing의 저자로 잘 알려져 있다.

## 저서
- "CJKV Information Processing" Second Edition, (2008년 12월), ISBN 978-0-596-51447-1
- "CJKV Information Processing" First Edition, (1998년 12월), ISBN 1-56592-224-7(2002년에 일본어와 중국어로 번역됨)
- "Understanding Japanese Information Processing", (1993년 9월), ISBN 1-56592-043-0(1995년에 일본어로 번역됨)